# タリーズコーヒー
タリーズコーヒー（Tully's Coffee Corporation）は、アメリカ合衆国ワシントン州シアトルを本拠とする元コーヒーチェーン店。現在は市販コーヒーのブランド名としてのみ名前が残っている。
一時期はシアトル3大カフェチェーンに数えられていたが、2013年に倒産し売却され、2018年に店舗は閉鎖。
アメリカ国外では、ブランドライセンス供与の形で日本（1997年～）と韓国（2010年～）に出店。日本国内では、タリーズコーヒージャパンが商標権を保有しているため、現在も店舗営業を継続している。

## 概説
1992年に、シアトルで不動産会社を営むトム・タリー・オキーフ（英: Tom Tully O'Keefe）が開業。スターバックス（1971年創業）、シアトルズベストコーヒー（1968年創業、1971年シアトル進出）と比べ後発ではあるが、シアトル3大カフェチェーンとされ、日本ではシアトル系御三家とも呼ばれた（日本でも3大コーヒーチェーン店ではあるが、シアトルズベストではなくドトールとなる）。
当初から、スターバックスと同じことをしようという名目のもとでオープンしたコーヒーショップであり、対立するスターバックスに隣接して店舗を開く拡大戦略をとっていたことでよく知られ、「タリーズコーヒーを探す最も簡単な方法は、スターバックスの前に立ち、あたりを見回すことだ」というジョークがよく言われていた。設立当初は、シアトルの本社施設もスターバックス本社と向かい合わせに存在した（その後、移転）。
上記のような攻めの姿勢により業績を拡大し、アメリカ西海岸を中心に約200店舗を構え、2006年に初の純益を計上した。シアトルズベストコーヒーがスターバックス傘下に入って以降は、全米第2位の売り上げを誇るチェーンであった。
しかし、2007年の株式市場の暴落により新規株式公開の計画が打ち切られ、2009年にコーヒー豆卸売流通事業、ブランド、焙煎事業をGreen Mountain Coffee Roasters（現キューリグ・ドクター・ペッパー）に売却することで一時的な利益を得るも、2012年10月に連邦倒産法第11章を申請し事実上の倒産。
2013年1月4日の競売の結果、弁護士マイケル・アヴェナッティが設立した投資グループGlobalBaristasとパートナーシップを結んだ、米俳優のパトリック・デンプシーが47店舗を920万ドルで落札した。デンプシーは、アメリカのドラマ『グレイズ・アナトミー』のデレク・シェパード医師役で知られており、同ドラマの舞台であるシアトルを第2の故郷のように思っているため、タリーズコーヒーの名前と従業員を守るために入札したという。だがその直後に、アヴェナッティが十分な資金を提供していなかったという理由でデンプシーは撤退、アヴェナッティに対して訴訟を起こした。
その後、タリーズ店舗は12店舗がかろうじて営業していたが、2018年3月にコーヒー不足を理由として一時的な店舗閉鎖を発表。同年9月に正式に閉鎖された。現在はキューリグの販売するコーヒーのブランド名として名前が残っている。
なお、日本におけるタリーズコーヒーは、タリーズコーヒージャパンが、2005年にライセンス権をアメリカ法人から買い取り、以後アメリカ法人とは独立していたため、アメリカ法人倒産の影響を受けなかった。

## 日本におけるタリーズコーヒー

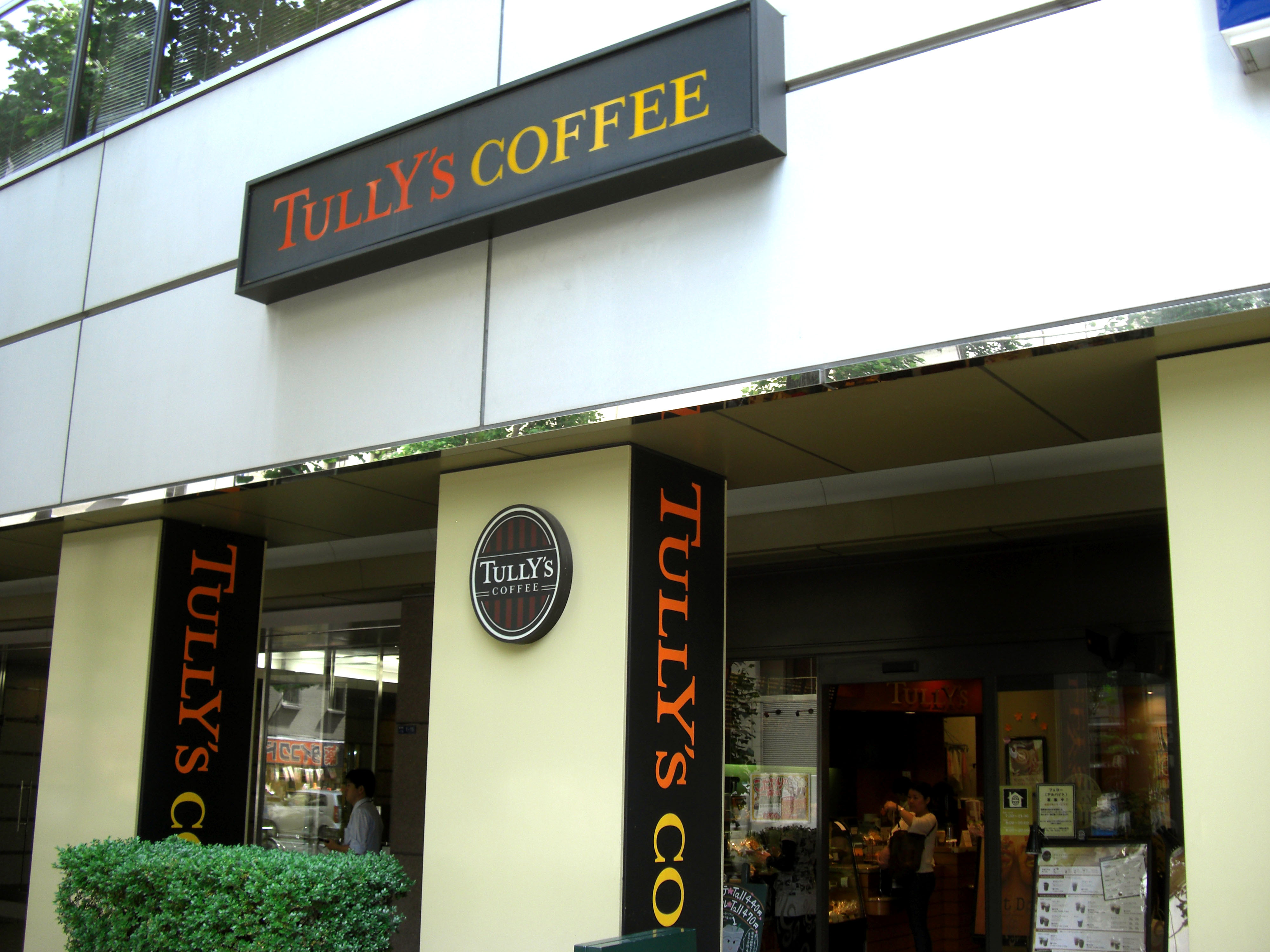
堺筋本町店（大阪市中央区）

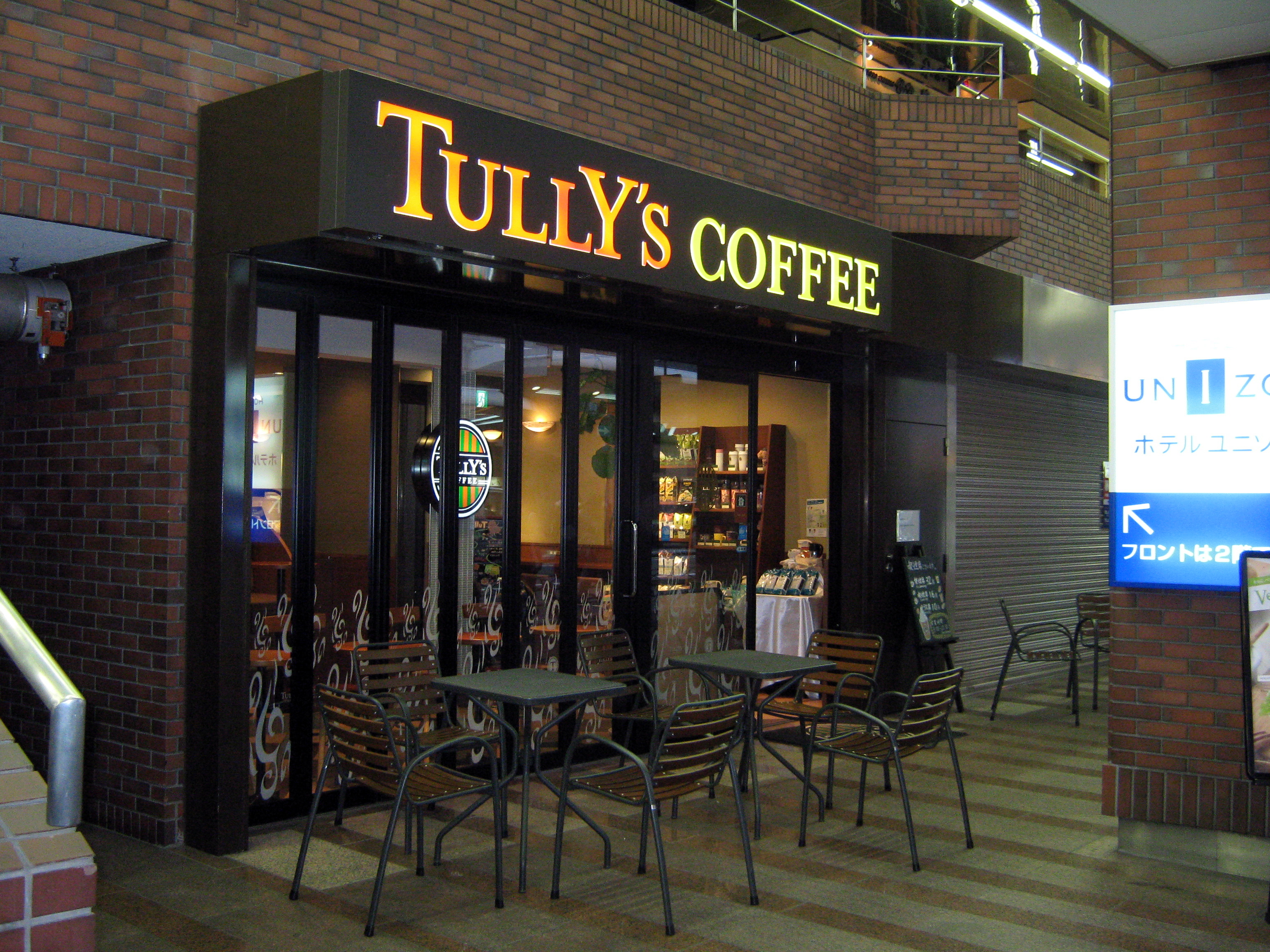
河原町六角店（京都市中京区）

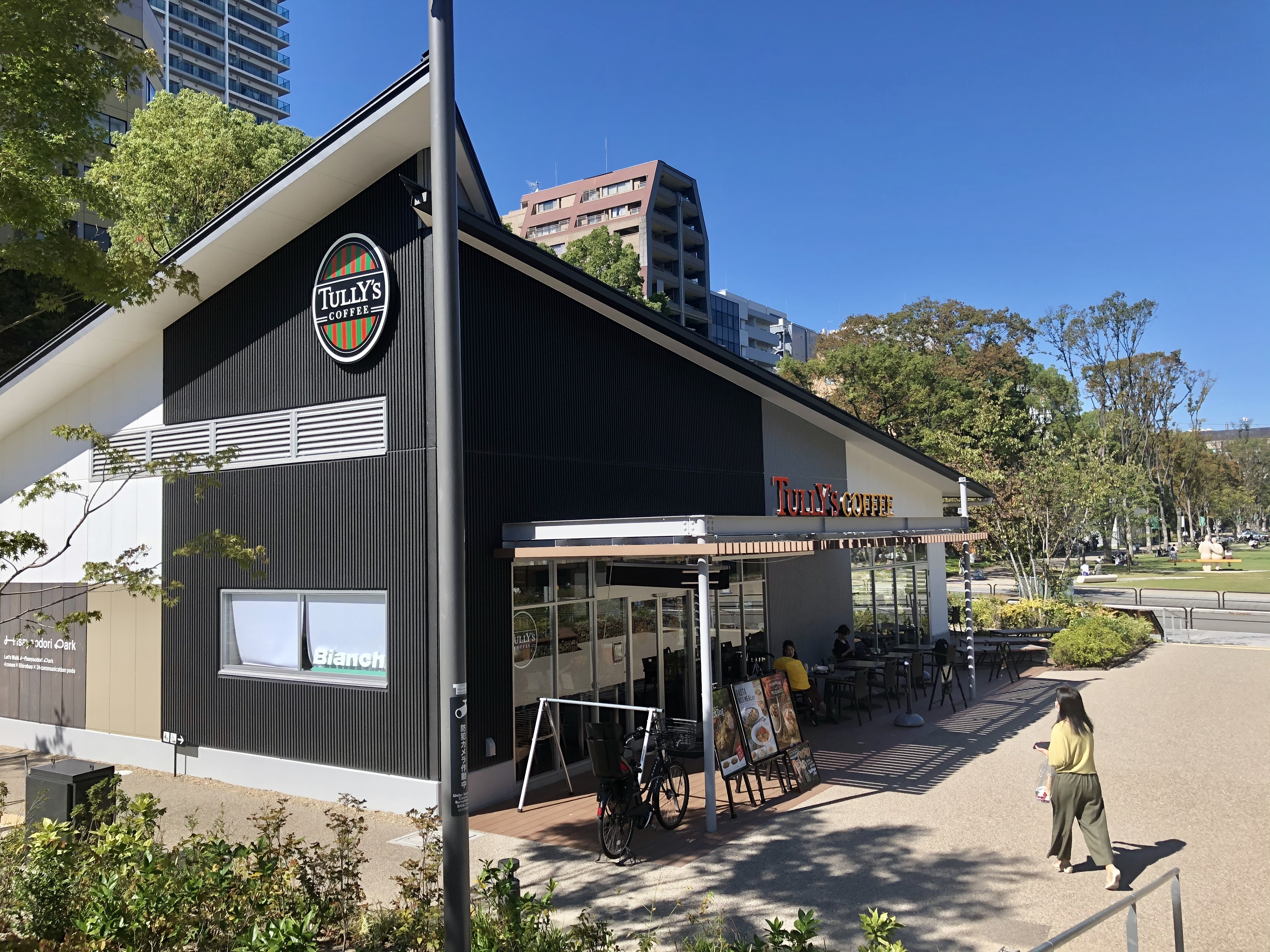
RAYARD Hisaya-odori Park店（名古屋市中区）

創業社長の松田公太がシアトルのローカルコーヒー店（当時5店舗）の「タリーズ」と出会い、日本での営業権を交渉した。1997年1月にタリーズコーヒーの日本での1年間の独占契約権を得て、8月7日に東京都中央区銀座にタリーズコーヒー1号店を開業した。
松田自身が店長としてほぼ毎日、早朝から夜中まで店頭に立ち、銀座店を軌道に乗せる。
1998年5月にタリーズコーヒージャパン株式会社を設立し、松田が代表取締役社長に就任。
2001年にナスダック・ジャパンに株式を上場し、2002年に持株会社体制に移行しフードエックス・グローブ株式会社に商号変更した上で会社分割でタリーズコーヒージャパン株式会社（2代目）を新設、2004年にフードエックス・グローブをMBOにより非上場化。
2005年8月にTully's Coffee Corporationから、日本における「Tully’s」商標権を完全取得。独自に経営をしていたため、タリーズ（アメリカ）が事実上の倒産した際も影響はなかった。
2006年に320店舗を達成し、日本におけるスペシャルティコーヒーチェーン2位に成長。フードエックス・グローブ株式会社を伊藤園に譲渡。
2008年にフードエックス・グローブ株式会社と子会社であるタリーズコーヒージャパン株式会社が合併、商号を元に戻し現在のタリーズコーヒージャパン株式会社となる。

### 特徴
日本で女性を主要顧客とするスターバックスとは異なり、コーヒーの味覚にこだわりが強い25歳以上の客層を想定し、内装はクレマと称するエスプレッソ表面の泡のような色に壁面を統一して、カントリー風の椅子を組み合わせるなどの工夫をしている。知名度向上のため、創業直後の1997年11月にインパクトのある緑色のストローを導入したところ、直後にスターバックスも同色のストローを採用するなど、イメージ戦略で競合している。スターバックスの20円値引きと同様、タリーズもタンブラーやマグを持参すると30円値引きをしており、タリーズが販売するタンブラーやマグ以外を用いても、同様のサービスが受けられる。
使用するコーヒー豆は高品質のアラビカ種のみで、一杯一杯手動マシンを使用して「スペシャルティ」にこだわり、アイスクリーム、食事メニュー、期間限定メニューなどの豊富さを特徴とする。社会貢献のために、2003年から絵本作品を毎年募集し、優秀な作品を本にして店舗内で販売している。
全店が完全禁煙制のスターバックスと異なり、喫煙席を備える店舗がある。喫煙席は「喫茶店で喫煙する日本的な文化」を尊重し、コーヒーの香りや居心地に影響しないように完全分煙され、喫煙者用にガラスで仕切られた小部屋が用意されている。
日本のほとんどの店舗で公衆無線LANサービスのアクセスポイントを設置し、自社フリーWi-Fiのtullys_Wi-Fi、NTTドコモのd Wi-Fi、KDDIのau Wi-Fi SPOT、ソフトバンクのソフトバンクWi-Fiスポット、NTT東日本・NTT西日本のフレッツスポット、およびNTTコミュニケーションズのホットスポットが利用可能である。
2013年4月より、プリペイドカード「タリーズカード」による支払いが可能になった。

### 店舗数・出店方針
日本では、ドトール・スターバックス・タリーズとで「日本3大コーヒーチェーン店」と称されている。ただし、2023年10月時点で全47都道府県に店舗を構えているのはスターバックスとタリーズのみである（ドトールも一時期は全都道府県に店舗があったが、滋賀県より事実上の撤退をしたため、再度空白県が生じている）。
2006年4月3日に麻布十番店を開店して日本国内で300店舗となり、最後の進出県である鳥取県も、2014年4月30日に全国で555店舗目となる鳥取大学医学部附属病院店を外来ホールに開店し、全都道府県に出店した。
店舗数は、2011年に410店だったのが、2016年に638店に至るまで年40～50店舗ベースで増加。以降は年20～30店舗ベースで増加を続け、2020年に747店となっている。
コーヒーチェーン業界の先駆けとして取り組んだ病院内店舗は、2004年4月に好仁会東大病院店がオープンして以降、現在も積極的に出店している。自動車ショールームや旅行会社、証券会社など、異業種店舗に「シナジー店舗」と称する共同店舗のほか企業内など特別な環境にも積極的に出店し、航空会社のスターフライヤーと提携して機内サービスのコーヒーを提供している。
2017年10月、紅茶メニューを拡充したコンセプトショップ「タリーズコーヒー ＆TEA」の1号店を横浜元町に、2号店を2018年5月に六本木に出店した。

### 特徴的な店舗の例
- 自動車ショールーム
  - 日産自動車銀座本社ショールーム(撤退)
  - マツダ本社ショールーム

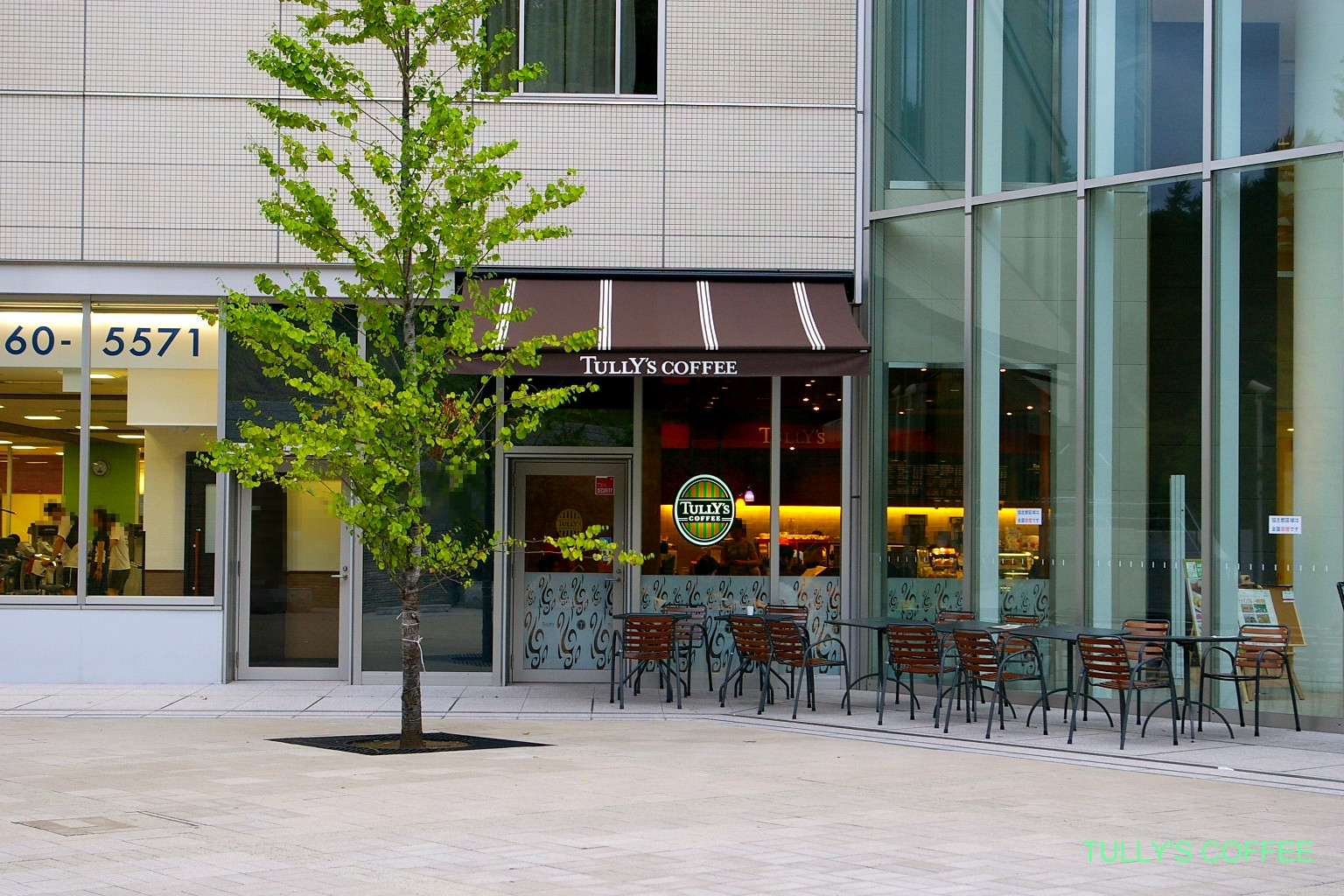
慶應日吉店（神奈川県横浜市港北区）

  - スバル恵比寿ショールーム（通称・スバル スター スクエア）

- 旅行会社
  - 広電観光たび館店「THE TRAVEL+CAFE」（撤退）

- 証券会社
  - アイザワ証券本厚木店「Blue Trade Cafe」（撤退）

- 金融機関
  - 高知銀行南支店[10]
  - 西武信用金庫荻窪支店
  - りそな銀行成瀬支店[11]

- 一般企業
  - 三井物産[12]
  - IBM箱崎[13]
  - ドワンゴ（撤退）

- 観光地
  - 倉敷美観地区

- 大学病院
  - 筑波大学附属病院
  - 千葉大学医学部附属病院（医学書販売店併設）
  - 昭和医科大学病院（1階受付前）
  - 昭和医科大学藤が丘病院
  - 昭和医科大学横浜市北部病院
  - 昭和医科大学江東豊洲病院
  - 信州大学医学部附属病院
  - 鳥取大学医学部附属病院（病院図書館併設）
  - 島根大学医学部附属病院
  - 高知大学医学部附属病院
  - 産業医科大学病院（レストラン併設）
  - 埼玉医科大学病院
  - 埼玉医科大学総合医療センター
  - 熊本大学医学部附属病院
  - 防衛医科大学校病院
  - 順天堂大学医学部附属練馬病院
  - 愛媛大学医学部附属病院
  - 徳島大学病院
  - 獨協医科大学病院
  - 東京大学医学部附属病院[14]
  - 東京医科大学病院
  - 聖マリアンナ医科大学病院

- 総合病院
  - 市立釧路総合病院
  - 岡山市立市民病院
  - 千葉西総合病院
  - 済生会横浜市東部病院
  - 富山県立中央病院
  - 広島市民病院（ローソン併設）
  - 亀田総合病院（Kタワー1F）
  - 日本赤十字社医療センター
  - 日本赤十字社和歌山医療センター
  - 日本赤十字社愛知医療センター名古屋第一病院
  - 旭川赤十字病院
  - 石巻赤十字病院
  - 水戸赤十字病院
  - 成田赤十字病院
  - 長野赤十字病院
  - 福井赤十字病院
  - 大阪赤十字病院
  - 高松赤十字病院
  - 松山赤十字病院
  - 加古川中央市民病院
  - 中部国際医療センター
  - がん研究会有明病院
  - 国立国際医療センター
  - 国立精神・神経医療研究センター
  - 東京警察病院
  - 神奈川県立こども医療センター
  - 湘南藤沢徳洲会病院

- 行政機関
  - 東京都庁第二庁舎（都庁店）
  - 中央合同庁舎第5号館[15]

- 議員会館
  - 参議院議員会館地下1階

- 大学
  - 京都大学時計台記念館
  - 早稲田大学西早稲田キャンパス（休業）
  - 早稲田大学120号館研究開発センター
  - 慶應義塾大学日吉キャンパス「協生館」内
  - 立教大学池袋キャンパス「12号館1階」内
  - 立命館大学衣笠キャンパス「平井嘉一郎記念図書館」内
  - 学習院大学目白校地「東1号館」

- 研究機関
  - 理化学研究所和光キャンパス 脳科学総合研究センター中央棟

- 新聞社
  - 朝日新聞東京本社2階ロビー
  - 日本経済新聞社東京本社ビル2階ロビー「Cafe太陽樹」

- テレビ局
  - 毎日放送本社ビル1階
  - TNC放送会館1階
  - 住友不動産六本木グランドタワー1階「ナナナリア」内（テレビ東京オフィシャルショップ併設）
  - さっぽろ創世スクエア1階ロビー（北海道テレビ放送オフィシャルショップ併設）
  - 日本テレビタワーB2階